# Anne Serweytens
Anne Serweytens (Brugge, 16 april 1822 – aldaar, 30 juni 1888) was een Belgisch katholiek kloosterlinge die twee religieuze congregaties stichtte in Brugge.

## Levensloop
Anne Serweytens was het tiende en laatste kind in het gezin van Charles-Augustin Serweytens (1777-1835) en van Maria Delescluze (1781-1855). Charles was invoerder van Noors hout en werd consul van Zweden en Noorwegen. Het gezin woonde in het huis 'della Torre' aan de Torenbrug in Brugge en in Sint-Pieters-op-de-Dijk in het Stokhouderskasteel.
Vier van de tien kinderen van het echtpaar overleden voortijdig. Twee zussen van Anne werden kloosterlinge. Haar broer Charles Serweytens (1812-1864) volgde zijn vader op als houthandelaar. Hij werd gemeenteraadslid van Brugge en provincieraadslid. Hij trouwde met Félicie de Mercx (1820-1902) en hun nakomelingen namen de naam Serweytens de Mercx aan.

## Dienstmaagden van de Zaligmaker
In 1846 besloot Anne Serweytens een kloostergemeenschap op te richten, waarvoor ze de medewerking vroeg van de pastoor van de Sint-Gillisparochie, Frederic Van Coilie. Ze beoogde een slotklooster, waarbinnen de drie kloostergeloften en een strenge regel zouden gelden. In 1849 had ze een paar volgelingen bijeengebracht en legde ze de kloosterregel voor goedkeuring aan de bisschop voor. Die vond de regel overdreven streng en legde enkele verzachtingen op.
In 1853 bouwde Anne Serweytens een klooster voor zusters penitenten in de Sint-Clarastraat, waarvan ze een vleugel voor zichzelf voorbehield. In 1855, na de dood van haar moeder, verliet ze, met haar twee gezellinnen, het huis aan de Torenbrug en ging de vleugel bewonen. Hierna werd de congregatie onder de naam Dienstmaagden van de Zaligmaker officieel opgericht en legden de drie eerste zusters de eeuwige geloften af. In 1858 begon de bouw van het definitieve klooster in de Annuntiatenstraat. Op 15 september 1859 werd het ingezegend door de Brugse bisschop Joannes Baptista Malou. De intreden van nieuwe kloosterzusters volgden op regelmatige wijze, hoewel het aantal zusters nooit de 25 heeft overschreden.
Naast hun klooster werd een directeurswoning gebouwd, dat als eerste bewoner pastoor Van Coilie kreeg. De laatste was de vicaris-generaal van het bisdom Brugge Adolf Quaegebeur. In het begin van de jaren '60, werden aanzienlijke wijzigingen doorgevoerd, in overeenstemming met het Tweede Vaticaans Concilie. De kloostergemeenschap verouderde, er werd niet meer gerekruteerd en in 1966 vertrokken de overgebleven zes zusters naar Heule. Het kloostergebouw en de directeurswoning werden gesloopt en de grote tuinoppervlakte werd aangewend om er de provinciale zetel te bouwen van het Wit-Gele Kruis.

## Zusters van de Onbevlekte Ontvangenis
In 1859, op het aansturen van pastoor Van Coilie, stichtte Anne Serweytens een tweede congregatie, onder de naam Zusters van de Onbevlekte Ontvangenis. De minder strenge en niet aan slotopsluiting onderhevige zusters hadden als doel onderwijs te verstrekken. Naast hun activiteit op de Sint-Gillisparochie, openden ze meisjesscholen in Lissewege, Westkapelle en Rollegem. Na enkele jaren was het aantal zusters boven de honderd gestegen en bestuurden ze negentien lagere scholen in het bisdom Brugge.
In 1897 ging deze congregatie haar afzonderlijke weg en vestigde ze haar hoofdzetel in Heist aan Zee. In 2009 vierde ze haar honderdvijftig jarig bestaan.

## Publicaties
- Sujets de méditations suivant les différentes dispositions de l'âme (...), Doornik, Castermans, 1861.
- Voorwerpen van overwegingen volgens de verschillende gesteltenissen der ziel (...), Gent, Van der Schelden, 1861.
- Petites méditations ou sujets, selon les différents dispositions de l'âme (...), Brussel, Goemaere, 1862.
- Les ferventes communions oupréparations et actions de grâce (...), Doornik, Casterman, 1868.
- De Heilige Communie of voorbereidingen en dankzeggingen (...), Doornik, Casterman, 1868.
- Le plus beau des livres, le Crucifix, donnant ses leçons à tous, Doornik, Castermans, 1882.
- Het schoonste der boeken, het Kruisbeeld, aan allen zijn lessen gevende, Doornik, Casterman, 1883.
- Quatre exercices pour faire le Chemin de la Croix, Doornik, Casterman, z.d.
- Recueil de retraites mensuelles (...), Doornik, Casterman, 1887.